# Skaterometria atmosfery
Skaterometria atmosfery (ang. scatterometry) to technika teledetekcyjna używana do oceny prędkości i kierunku wiatru na podstawie odbicia promieni mikrofalowych od powierzchni oceanu. Skaterometry mikrofalowe działają na zasadzie aktywnego radaru, wysyłają w kierunku oceanu fale mikrofalowe i odbierają ich odbicie od powierzchni oceanu. Analizując odbicie fal dla różnych kątów padania promieniowania mikrofalowego oblicza się wysokość fali na wodzie, oraz kierunek fal.

## Rozpraszanie na falach kapilarnych
Zjawisko rozpraszania mikrofal na morskich falach kapilarnych odgrywa pierwszoplanową rolę w ocenie prędkości i kierunku wiatru przy powierzchni oceanu na podstawie pomiarów z przestrzeni kosmicznej. Wykorzystuje się do tego własności fal na wodzie, dla których odchylenie od poziomu zależy od prędkości wiatru i ma dobrze zdefiniowany rozkład odchyleń jako funkcja prędkości i kierunku wiatru. Pomiary tego typu wykonano pierwszy raz używając zdjęć fotograficznych refleksów światła słonecznego na falach na oceanu.